# Alkoholizmus

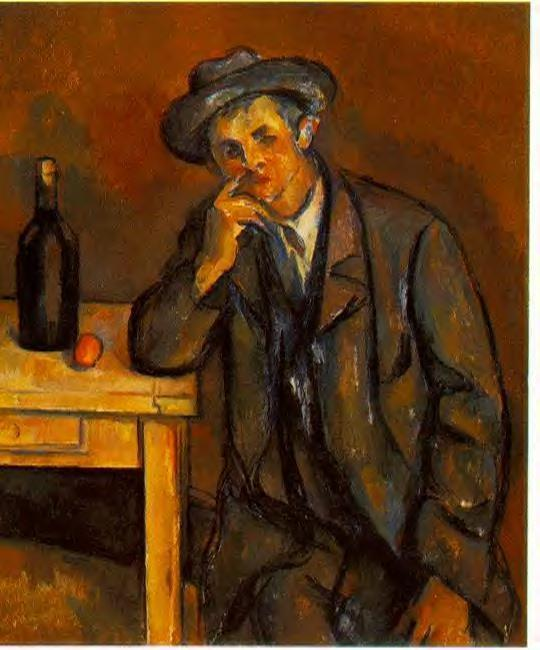
Cézanne: Le buveur (Az iszákos)

Az alkoholizmus az orvosi definíció szerint olyan szenvedélybetegség, amelyet a kitartó szeszfogyasztás és ennek káros élettani következményei idéznek elő.

## Kialakulása
Kialakulásának előfeltétele a tartós szeszfogyasztás, noha ez önmagában nem mindenkinél és nem minden esetben vezet alkoholizmusra. Az, hogy ki mennyi és milyen gyakoriságú szeszesital-fogyasztástól válik alkoholistává, egyénenként erősen eltérő. A betegség lényege az alkoholtól való testi-lelki függőség kialakulása, aminek jellegzetes velejárója, hogy alkohol hiányában elvonási tünetek mutatkoznak. Az alkoholizmussal járó élettani mechanizmusok még nem teljesen ismertek, de számos rizikófaktor játszhat közre a kialakulásában, mindenekelőtt a társadalmi környezet, az érzelmi élet és örökletes hajlamosító (genetikai) tényezők. Hasonlóan az ún. könnyű drogok, kemény drogok, és egyéb bódító szerek használatához.
Az alkohol a pszichoaktív szerek közé tartozik (depresszáns), emellett általános sejtméreg, mely pusztítja a szervezetet. Nincs olyan szerv, amelyre ne hatna károsan, és nincs olyan betegség, amelynek kialakulásának kockázatát ne növelné. Az alkoholos italok fogyasztása drasztikusan növeli a szív- és érrendszeri betegségek, a szájüregi rák, a gégerák, a nyelőcsőrák, a gyomorrák, a májrák, a vastagbélrák és az emlőrák kialakulásának kockázatát, fogyasztásának következményeként az agy öregedik és csökken a térfogata, a szürke- és fehérállománynak pedig csökken a tömege.
„Nincs olyan alkoholmennyiség, amely biztonsággal fogyasztható lenne” – fogalmaz egy tanulmány. Több tanulmány, így a Scientific Reports online tudományos folyóirat 2015-ös, a Scientific Research Society 2017-es, és a David Nutt, a bristoli egyetem pszichofarmakológiai tanszékének vezetője által vezetett 2010-es kutatás közlése a legveszélyesebb kábítószernek minősítette az alkoholt. Manfred Singer professzor, német alkoholkutató az Apotheken Umschau című szaklapnak nyilatkozva már 2009-ben kiegészítette ezt azzal az állításával, hogy „valamilyen módszertani hiba áll az elmúlt években megjelent csaknem minden olyan tanulmány hátterében, amely az egészségre hasznosnak minősíti a mérsékelt szeszesital-fogyasztást.”
Funk Sándor addiktológus elsősorban a magyarországi alkoholizmussal kapcsolatban tett a szűk szakmai fórumokon kívüli nyilvános megnyilatkozásokat televíziókban, rádiókban. Több évtizede gyakorló orvosként többször felhívta a figyelmet az alkoholfogyasztás veszélyeire. Magát az alkoholt kábítószernek minősítette, és 2013-ban a következő kijelentést is tette: 
„Az egyik, ha nem a legveszélyesebb drog az alkohol. Nem csak azért, mert rendkívül súlyos élettani hatásai vannak, és függőséget okoz. A hivatalos statisztikai adatok is azt mutatják, hogy az erőszakos bűncselekmények hatvan százalékánál az italnak fontos szerepe van. Az Országos Rendőr-főkapitányságtól (ORFK) 2007-ig visszamenőleg megkaptuk azoknak a regisztrált bűncselekményeknek az adatait, amelyekben az elkövető valamilyen tudatmódosító szer vagy alkohol hatása alatt állt. Az eredmény döbbenetes: az egy évben elkövetett gyilkosságok nyolcvan százalékánál szerepe volt a szesznek. De az is elrettentő, hogy egy évben egy kisebb településnyi embert vernek össze a részegek. 2007-ben 1781 alkoholos állapotban elkövetett testi sértést regisztráltak, 2008-ban pedig már 2046-ot. Azóta ugyan folyamatos a csökkenés, de az adatok még így is elrettentôek.”
Az elmúlt évek kutatásai egyértelműen kimutatták, hogy az alkohol az egyik legveszélyesebb drog, amely az emberi szervezet minden sejtjét roncsolja. Ezért az alkoholos italok rendkívül egészségtelen narkotikus drognak minősülnek. Fogyasztásuk már kis mennyiségben is súlyosan károsítja a szervezetet. Ezt a véleményt megerősíti a Állami Egészségügyi Ellátó Központ, amely szerint „az alkohol legális drog, mely lassú öngyilkossághoz vezet”.
A mi agyunk az a nemzetnek a vagyona. A fő-fő reménysége [...] ami az emberek koponyájában van. Addig hasznos, addig emberi az élet, amíg az agy teljes teljesítőképességű. És ezt veszélyezteti az alkohol, az egy idegméreg.

## Etimológia

A drogok veszélyességi skálája. Az alkohol a legveszélyesebb drogok közé tartozik.

Az alkoholizmus szót először 1849-ben használta Magnus Huss orvos, hogy leírja az alkohol szisztematikus káros hatásait.
Az Egyesült Államokban az alkoholizmus szó népszerűsítésében szerepet játszott az Anonim Alkoholisták közösségének 1935-ös megalakulása és növekedése. A társaság „Big Book”-ja nem szolgáltat pontos definíciót az alkoholizmusra, azt az allergiához és betegséghez hasonlítja.
E. Morton Jellinek 1960-as tanulmányát tartják az alkoholizmust betegségnek tekintő elmélet alapjának. Jellinek definíciója azokra korlátozta az alkoholizmus szó használatát, akik egy bizonyos természetrajzot mutattak. Az alkoholizmus modern orvosi definíciója azóta számos alkalommal meg lett változtatva. Az American Medical Association (AMA) az alkoholizmus szót használja egy meghatározott krónikus elsődleges betegségre utalva.

## Története

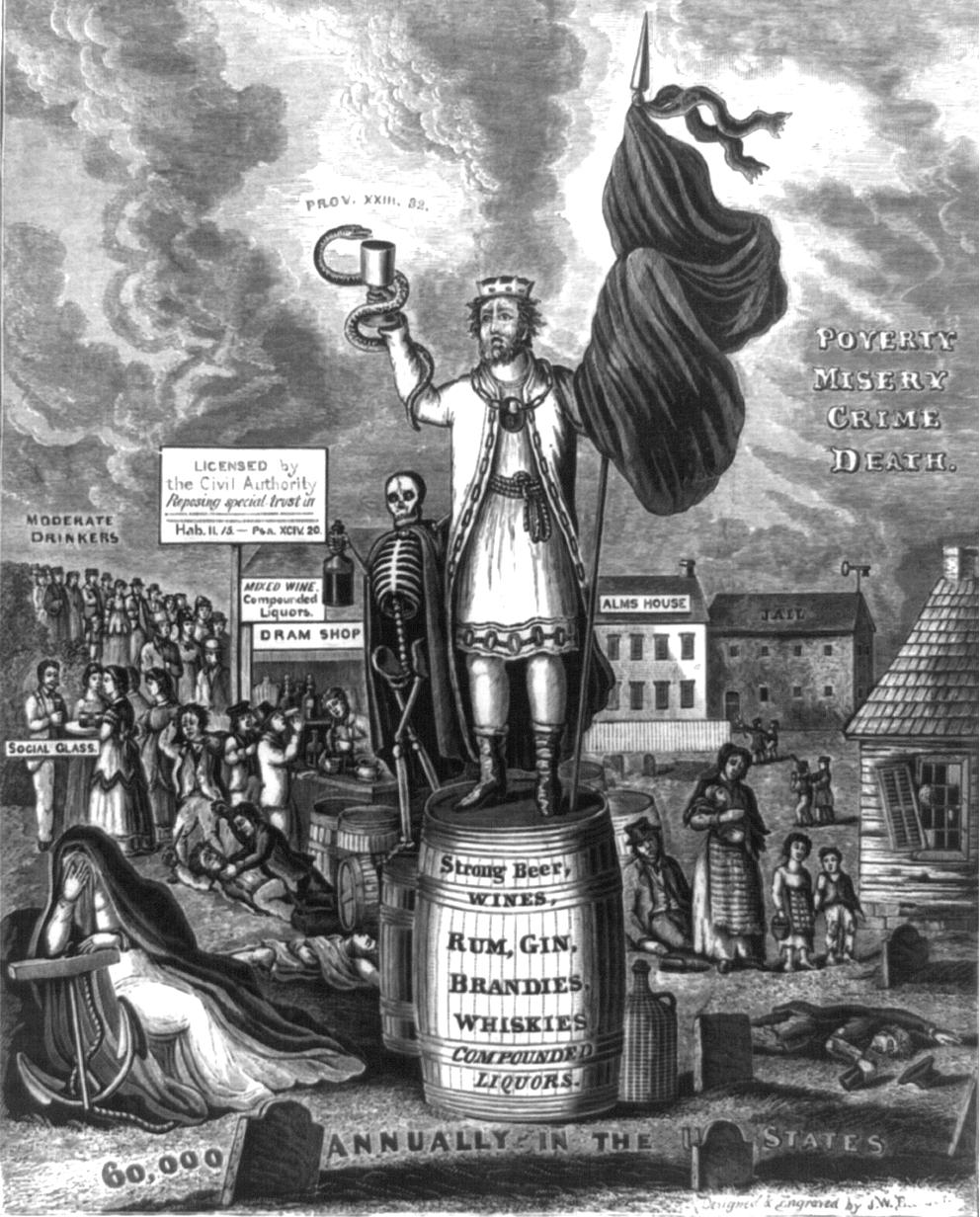
„Alkohol király és miniszterelnöke” 1820 körüli rajz

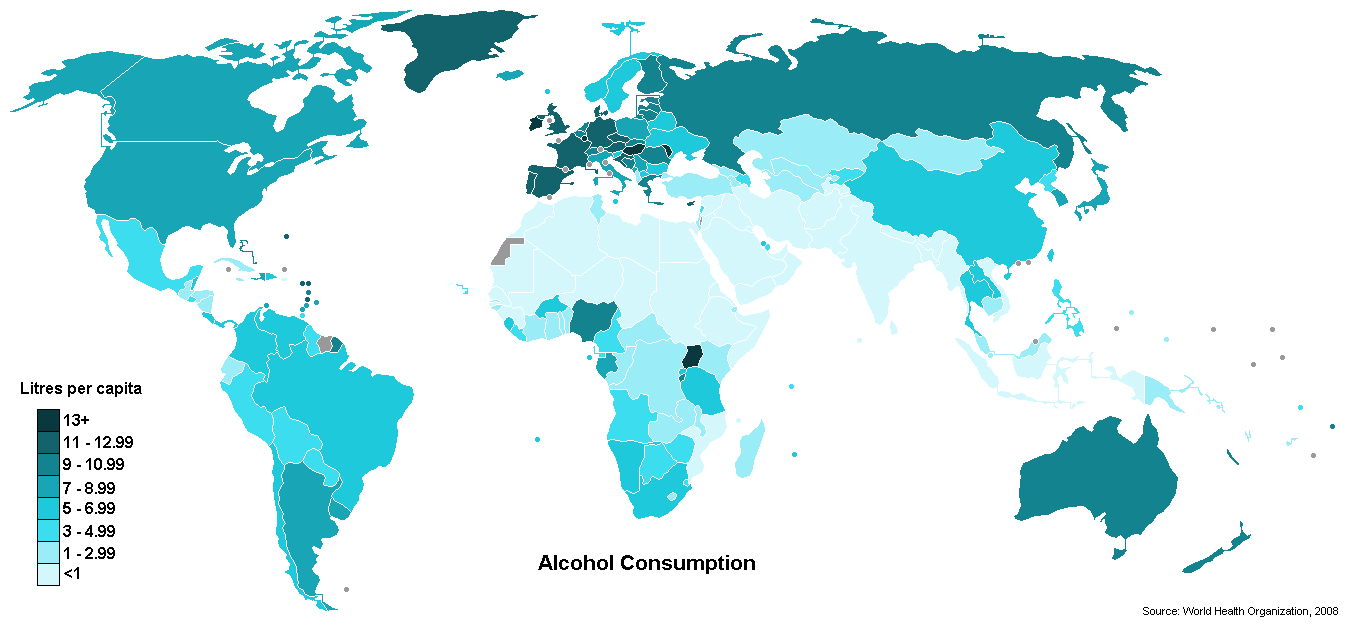
Fejenkénti alkoholfogyasztás (forrás: WHO, 2004)

Igen régi időkre visszamenőleg ismert az alkoholfogyasztás veszedelmessége. Hammurapi babiloni király törvényei (Kr. e. 1750 körül) tiltják, hogy kocsmákban asszonyokat és leányokat kiszolgálóként alkalmazzanak, hasonlóan a részeg vendég kiszolgálásához. A Biblia több helyen az alkoholtól való tartózkodásra intː „A bor csúfoló, a részegítő ital háborgó, és valaki abba beletéved, nem bölcs!” (Példabeszédek 20ː1) – „Mert a részeges és dobzódó szegény lesz, és rongyokba öltöztet az aluvás.” (Példabeszédek 23ː21) – „Távol legyen a királyoktól, oh Lemuel, távol legyen a királyoktól a bornak itala; és az uralkodóktól a részegítő ital keresése” (Példabeszédek 31ː4)
„Jaj azoknak, a kik jó reggelen részegítő ital után futkosnak, és mulatnak estig, és bor hevíti őket.” (Ézsaiás 5ː11) – „Jaj azoknak, a kik hősök borivásban és híresek részegítő ital vegyítésében.” (Ézsaiás 5ː22) – „De ezek is tántorognak a bor miatt, és szédülnek a részegítő italtól: pap és próféta tántorog részegítő ital miatt, a bor elnyelte őket, szédülnek a részegítő ital miatt, tántorognak a jövendőlátásban, és inognak az ítéletmondásban.” (Ézsaiás 28ː7)
Az ókori görögöknél Püthagorasz (Kr. e. 571–495) és tanítványai tartózkodtak mindennemű szeszesital fogyasztásától, mert véleményük szerint a természet titkaiba csak józan elmével lehet behatolni. Több ókori népnél törvények tiltotta vagy korlátozta az alkoholfogyasztást, a görögöknél például Szolón (Kr. e. 640–558) tiltotta el a tiszta – nem vizezett – bor fogyasztását. A vízzel való keverés szokása később is megmaradt, és általános gyakorlat volt, hogy a víz aránya felülmúlta a bor arányát a keverésnél. Az egyik leghíresebb görög filozófus, Platón (Kr. e. 427–347) Állam című művében azt ajánlja a fiataloknak, hogy 18 éves korukig egyáltalán nem, 30 éves korukig igen kis mértékben éljenek az alkohollal. Genetikai szempontból pedig a következőket állapítja megː „Amikor nászát üli az ember, ilyenkor igazán észnél kell lennie mind a vőlegénynek, mind a menyasszonynak, hiszen életük nagy fordulópontjához érkeztek, és a magzatnak is józan szülőktől kell származnia... Ezért leghelyesebb az egész évben, de legalább a nemzés időszaka alatt nem esni a természet rendje elleni vétség hibájába, mert mindez bevésődik a magzat lelkébe-testébe és így mind silányabb nemzedék jön a világra.” Hasonlóan látja az alkohol öröklésben való szerepét Lükurgosz (Kr. e. VIII. sz.), a spártai alkotmány hagyomány szerinti létrehozója. A neki tulajdonított törvények tiltják a gyermeknemzés előtti napon a vízen kívüli egyéb ital fogyasztását a leendő utódok károsodása miatt. Erre, az egyébként modern orvosi szakvélemények által is megerősített tényre utal Szinópéi Diogenész filozófus (Kr. e. 412–323) egyik véleménye egy gyenge tanítványáhozː „fiatal barátom, téged is részegségben nemzett az atyád.” Az ókori görög és római irodalom több alkotása, akárcsak az ókori és középkori orvosok ugyancsak veszélyesnek tartották az alkoholos állapotban történt gyermeknemzést, beleértve az orvostudomány atyjának, Hippokratésznek (Kr. e. 460–377) a véleményét is.
Platón számol be arról, hogy az ókori karthágóiaknál törvény tiltotta a hadjáratok alatti borfogyasztást, míg a törvény egy másik része az állami vezető hivatalok viselői hivatali évük alatt, a bírák és kormányzók teljes működésük alatt bort ne ihassanak – akárcsak bármilyen fontos tanácskozásra igyekvő ember.
Akárcsak a görögök, a rómaiak is általában vízzel keverve (lat. dilutum) fogyasztották a bort. Azt, aki tiszta bort ivott keveretlenül (lat. merum), automatikusan részegesnek tartották.
A középkorban továbbra is szigorú törvények próbálták visszaszorítani az alkoholfogyasztást, mint például Nagy Károly frank király (742–814) Kapituláréi és I. Břetislav cseh fejedelem (1002–1055) törvényei. A 12. századi orosz törvénykönyv, a Russzakája Pravda súlyos büntetést szab ki arra a kereskedőre, aki elissza a pénzét. A garázdaságot elkövető részeget szemkitolással és kézlevágással fenyegeti Dusán István szerb cár (1308–1355) törvénykönyve. Büntetést, bár enyhébbet szabott ki hasonló esetre a régi lengyel jog is.

### Alkoholellenes mozgalmak Magyarországon
A 20. század elején Magyarországon, habár rövid ideig és nem sok helyen, több alkoholellenes mozgalom zajlott. A század első éveiben bontakozott ki jelentősebb társadalmi szervezkedés az alkoholizmus pusztításainak megfékezésére. A Good Templar páholyokban dolgozó orvosok játsszák ebben a legnagyobb szerepet. Oda tartoznak: Dr. Stein Fülöp, Dr. Madzsar József, Dr. Hollós József, Dr. Donath Gyula és még sokan mások. Az orvostársadalom körében több alkoholellenes egyesületet hoztak létre, aktívan tanulmányozzák és ismertetik az idevágó külföldi irodalmat. Együttműködtek az időközben megalakuló Alkoholellenes Munkásegyesülettel. Számtalan felvilágosító előadást tartanak az üzemekben és szakszervezetekben, alkoholellenes folyóiratot, röpiratokat adnak ki. 1905-ben Budapesten ül össze az alkoholkérdés számos nemzetközi tekintélyének részvételével a X. Nemzetközi Alkoholellenes Kongresszus.
Sokszor a helyi járásbeli hivatalnokok meggyőződésétől függött, így például Zala vármegyében a nagykanizsai járáson nemesvitai Viosz Ferenc (1861–1918), lelkes előharcosa volt az alkoholellenes mozgalomnak; a vármegyében és ezen a téren emiatt nagy jelentőségű érdemeket szerzett. 1907. július 9.-én Viosz Ferenc főszolgabíró a nagykanizsai járás alkoholellenes bizottság megalakítására hívta össze a járásbeli jegyzőket és más egyéb alkoholellenes mozgalombeli személyeket, akik az Alkoholellenes Szövetséget képviselték, a zalai alispán rendeletével élve; Viosz Ferenc azt jelentette ki: "magam személyesen is, úgy hivatalos úton, mint társadalmi úton teljes készséggel nyújtok segédkezet, ezen egész nemzedéket a vagyoni romlás és erkölcsi veszéllyel fenyegető alkoholizmus megtörésére". Hosszas reklámkampányok után Viosznak a mértéktelen alkoholfogyasztást jelentősen sikerült lecsökkentenie a járásán belül.
1912 áprilisában gróf Zichy János kultuszminiszter az alkoholellenes napoknak az elemi népiskolákban való megtartását rendelte el. E rendeletnek a tanítók április 17.-én, szerdán tettek eleget, amikor is minden egyes tanító saját osztályát igyekezett felvilágosítani és meggyőzni az alkoholnak a szervezetre való káros hatásáról. Aznap az előadások szüneteltek.
1914. október 10–12-én zajlott az Első Országos Alkoholellenes Kongresszus Budapesten. A szervezőbizottság tagjai: gróf Apponyi Albertné Mensdorff Klotild (1867–1942), az Általános Közjótékonysági Egyesület elnöke, elnök, Neugeboren Emil, országgyűlési képviselő, társelnök, dr. Lányi Márton, az Általános Közjótékonysági Egyesület főtitkára, alelnök, dr. Dóczi Imre, magyar királyi közegészségügyi felügyelő, főtitkár. Valóban igen nagy szerepet játszott az alkoholellenes mozgalomban dr. Dóczi Imre orvos, aki szellemi és gyakorlati vezetőjeként szolgált évtizedeken keresztül.
A Magyarországi Tanácsköztársaság kikiáltás napján megjelent a II. sz. rendelet a szesztilalomról, amely kimondta: “„Mindennemű szeszes ital kimérése, forgalomba hozatala és fogyasztása tilos.” Ezzel gyakorlatilag bevezették a teljes alkoholtilalmat, ami még az amerikai alkoholtilalomnál is bátrabb volt, hiszen magának a fogyasztásnak a tilalmát is kimondta. Aki a tilalom ellenére alkoholt fogyasztott, az egy évig terjedő fogházzal és 10 ezer korona pénzbüntetéssel volt büntetendő. Aki a szeszt forgalomba hozta, annak az üzletét elkobozták és 50 ezer koronáig terjedő pénzbüntetéssel szankcionálták. Lehetővé tették ugyanakkor a még raktáron lévő borkészletek külföldre szállítását, illetve az exportra irányuló szőlőművelés biztosítását. A Tanácsköztársaság bukásával Magyarország első – és utolsó – országos alkoholtilalma megszűnt, az alkoholellenes mozgalom háttérbe szorult.
Az Országos Magyar Alkoholellenes Egyesület miniszter általi feloszlatás alapján 1949-ben szűnt meg.

## Alkoholizmus Magyarországon
Magyarországon az alkoholizmus komoly népbetegségnek számít. Zacher Gábor toxikológus szerint évente körülbelül 30 000 fő hal meg Magyarországon alkohollal kapcsolatos betegségekben, és körülbelül 800 000 alkoholista él az országban. A WHO 2018-as adatai szerint számuk eléri a 900 ezret is. 90%-uk nem ismeri be a függőségét. 2018-ban 131 045 fő hunyt el Magyarországon, azaz a lakosság mintegy 22-23%-ának halála összefüggésben állt az alkoholfogyasztással. A WHO legújabb, 2022-ben közzétett listája alapján Magyarország első helyre került az egy adott országban számolt alkoholisták arányában. Ezzel megerősítést nyert a két évvel korábbi, 1 millió főre becsült létszám. A legfrissebb statisztikák szerint a magyar férfiak közel 37%-a tekinthető orvosi értelemben vett alkoholfüggőnek.
A bajok egyik fő oka, hogy „az alkoholfogyasztás fontos szociális szerepet tölt még be a társadalomban”. Egy másik tanulmány így fogalmaz: „A magyar kultúra minden rétegében évszázadok óta megtaláljuk az ivás, sőt a lerészegedés pozitív értékelését: a legnagyobb tömegekben elterjedt kultúrában, a népdalokban (Kicsiny hordócska, jó bor lakik benne) és a magyar nótákban (Korcsmárosné, száz szál gyertyát, száz icce bort tegyen az asztalra); az irodalmi kultúrát népszerűsítő művekben (Dobó István lerészegedése az »Egri csillagok« filmváltozatában); a magyar kultúra legszebb alkotásaiban (az egyik legszebb magyar költemény, a »Vén cigány« refrénje: »Szív és pohár tele búval, borral, Húzd rá cigány, ne gondolj a gonddal!«)”.
Tóth Miklós, a Szigetvári Kórház Addiktológiai Rehabilitációs Osztályának vezetője az úgynevezett Minnesota-modell magyarországi meghonosítója. Az Egyesült Államokból származó kezelési rendszer lényege, hogy gyógyíthatatlan betegségnek minősíti az alkoholizmust, és kezelését csak a teljes alkoholmegvonással állítja lehetségesnek. Az egyéb gyógyszerek használatát minimális szintre csökkentő módszer igen magas, 70%-os gyógyulási sikerrel működik. Tóth Miklós egy 2016-os beszélgetésben úgy nyilatkozott, hogy a magyarországi kórházakban kezelt embereknek körülbelül 60%-a alkoholista. Számításait egy korábbi felmérésre becsülte, amely szerint: „Az Országos Alkohológiai Intézetben korábban úgy számoltak, a kórházban fekvők 65 százaléka valójában alkoholista. Mivel ez az intézmény már nem létezik, nincsenek friss adataink, de a magyarok továbbra is fejenként 12-13 liter száz százalékos alkoholt isznak meg évente, szóval nem történhetett nagy változás.” Mint kiemelte: „az orvosok általában mégis a szövődményt próbálják kezelni, pedig ha a beteg lemondana az alkoholról, a betegsége is megszűnne.”

### Az alkoholizmus és a magyar állam
A magyar állam kétarcúan áll az alkoholkérdéshez. Bár nem vitatja a nagyszámú alkoholisták létezését, emellett államilag finanszírozza gyógyításukat, tiltó rendelkezéseket hoz a fiatalkorúak alkoholfogyasztása és a gépkocsivezetés alkoholos befolyásoltásága ellen – ugyanakkor nem emeli fel egyértelműen a szavát a legális kábítószerek ellen, emellett hirdeti a mérsékelt alkoholfogyasztás „hasznosságának” és „egészségre veszélytelenségének” hamis mítoszát, az alkohol terjesztését nem gátolja – sőt: bizonyos esetekben elő is segíti.
Példa erre, hogy a második Orbán-kormány az otthoni pálinkafőzés 2010-es legalizációjával szembement egy konzervatív kormánytól elvárható szigorú drogpolitikával, pedig a kormány állítása szerint ellenzi a kábítószerek legalizációját, és a drogmentes Magyarországot tekinti céljának. Míg olyan kábítószerek, mint az LSD, a marihuána és az ecstasy illegálisak, addig az ezeknél sokkal keményebb és veszélyesebb drog, az alkohol nemhogy legális, hanem a pálinka formájában való alkoholfogyasztás még a kormányzati politika által támogatott is lett. Puzsér Róbert így fogalmazott ezzel kapcsolatban: „Ha a marihuána illegális, akkor az alkohol is legyen az! Ma Magyarországon a házilag történő pálinkafőzés legális. Itt egy keménydrogról beszélünk. Lényegesebben keményebbről, mint a fű.” A legalizált otthoni pálinkafőzés egyúttal a feketegazdaságot is erősíti. Minden nagykorú ember ugyanis 86 liter pálinkát főzhet adómentesen, amit legfeljebb a legkeményebb alkoholisták tudnak meginni. Ez a nagy mennyiség pedig arra sarkallja az embereket, hogy feketén kereskedjenek az otthon főzött pálinkával. Vagyis az otthoni pálinkafőzés legalizációja a kormány azon törekvésével is szembemegy, amely szerint a kormány célja a feketegazdaság visszaszorítása. Szintén példa, hogy a Horn-kormány ezzel a problémával nem foglalkozott, ezzel szinte jóváhagyva annak létjogosultságát.
Érthetetlen továbbá az is, hogy a söröket és a borokat miért diszkriminálja pozitívan a jövedéki adó szempontjából is az adórendszer a többi alkoholos italhoz képest – különösen az ún. „kisüzemi” söröket és a csendes borokat: a legtöbb alkoholos ital jövedéki adóterhe a benne lévő alkoholmennyiség után hektoliterenként 565 840 forint. A sör esetében azonban a jövedéki adóteher mértéke a sörben lévő alkoholmennyiség után kisüzemi sörfőzdében előállított sör esetében 900 forint, egyéb sör esetében 1800 forint. Vagyis nem csak a sört diszkriminálják pozitívan a jövedéki adózás szempontjából a legtöbb alkoholos italokhoz képest, hanem a kisüzemi sörfőzdében előállított söröket még a sörökön belül is pozitívan diszkriminálják. Hasonló a helyzet a borok esetében: a habzóbor jövedéki adóterhe a habzóbor mennyisége után hektoliterenként 18 100 forint, míg csendes bor után 0 forint. Azaz a bor esetében is jelen van a kettős pozitív diszkrimináció: a borok után jóval kisebb a jövedéki adóterhelés, mint a legtöbb alkoholos ital esetében, de a borokon belül is pozitívan diszkriminálják a csendes bort, mely után nem kell jövedéki adót fizetni.
Pedig a legújabb kutatások egyértelműen kimutatták, hogy az alkoholból már kis mennyiség is káros az egészségre, és a közkeletű tévedéssel ellentétben a borból sincs biztonságos mennyiség.
Zacher Gábor toxikológus is rendkívül kritikus a pálinkafőzés liberalizációjával és az alkoholizálás állami szintű propagálásával kapcsolatban. Így fogalmazott: Nagyon várom már, hogy mikor lesz a magyar alkoholista is hungarikum, hiszen a magyar pálinka hungarikum, emelték is az egy főre főzhető pálinkamennyiséget, miközben több mint nyolcszázezer alkoholbeteg van Magyarországon.
Bizonyos vélemények szerint: A pálinkafőzés liberalizációja emellett a magyarországi cigányok integrációjának is jelentős gátat szab: az MTA Környezet és Egészség Bizottságnak a kutatása szerint az otthoni pálinkafőzés legalizációja után jelentősen megugrott a cigányok körében az amúgy is nagyon magas alkoholfogyasztás. Ez nagy szerepet játszik abban, hogy a cigányok közül kevesen érik meg az időskort, a többségi társadalom tagjaihoz képest a cigányok várható átlagos élettartama 10 évvel rövidebb, gyakoriak közöttük a daganatos megbetegedések, és magas a csecsemőhalandóság is. Sándor János, a Debreceni Egyetem Népegészségügyi Karának docense elsőként az otthoni pálinkafőzés szabályainak enyhítését említette példaként, ami rontott a cigányok egészségi állapotán.
Szintén az alkoholizálást támogató állami intézkedések közé tartozik az ittas biciklizés 2014-ben bevezetett legalizációja. Az életveszélyes intézkedés miatt rengetegen tiltakoztak: civil szervezetek, újságírók, valamint a Lánglovagok Egyesület és a Magyar Kerékpárosklub is. A tiltakozók kiemelték, hogy az ittas kerékpározók nem csak magukra, hanem másokra is veszélyesek. Az szabályozás emberéleteket is követelt: többek között Rimóc polgármestere, Beszkid Andor is emiatt az intézkedés miatt vesztette életét 2016-ban, ugyanis egy ittas biciklis miatt szenvedett halálos autóbalesetet.
Kiemelendő, hogy a magyar állam az alkoholforgalmazás okán évente óriási adóbevételekhez jut, viszont ezek a bevételek messze nem fedezik azokat a hatalmas egészségügyi kiadásokat, amiket az alkoholfogyasztók kezelésére kell költenie a magyar államnak.Megjegyzendő, hogy ez a szervezetlenség sz összes európai, észak-amerikai államra hasonlóan igaz.
Dr. Szemejácz János addiktológus egy 2021 márciusában adott rádióinterjújában kritikus hangon beszélt az elmaradt állami alkoholellenes intézkedésekkel kapcsolatban.

### Az alkoholos italok reklámozása

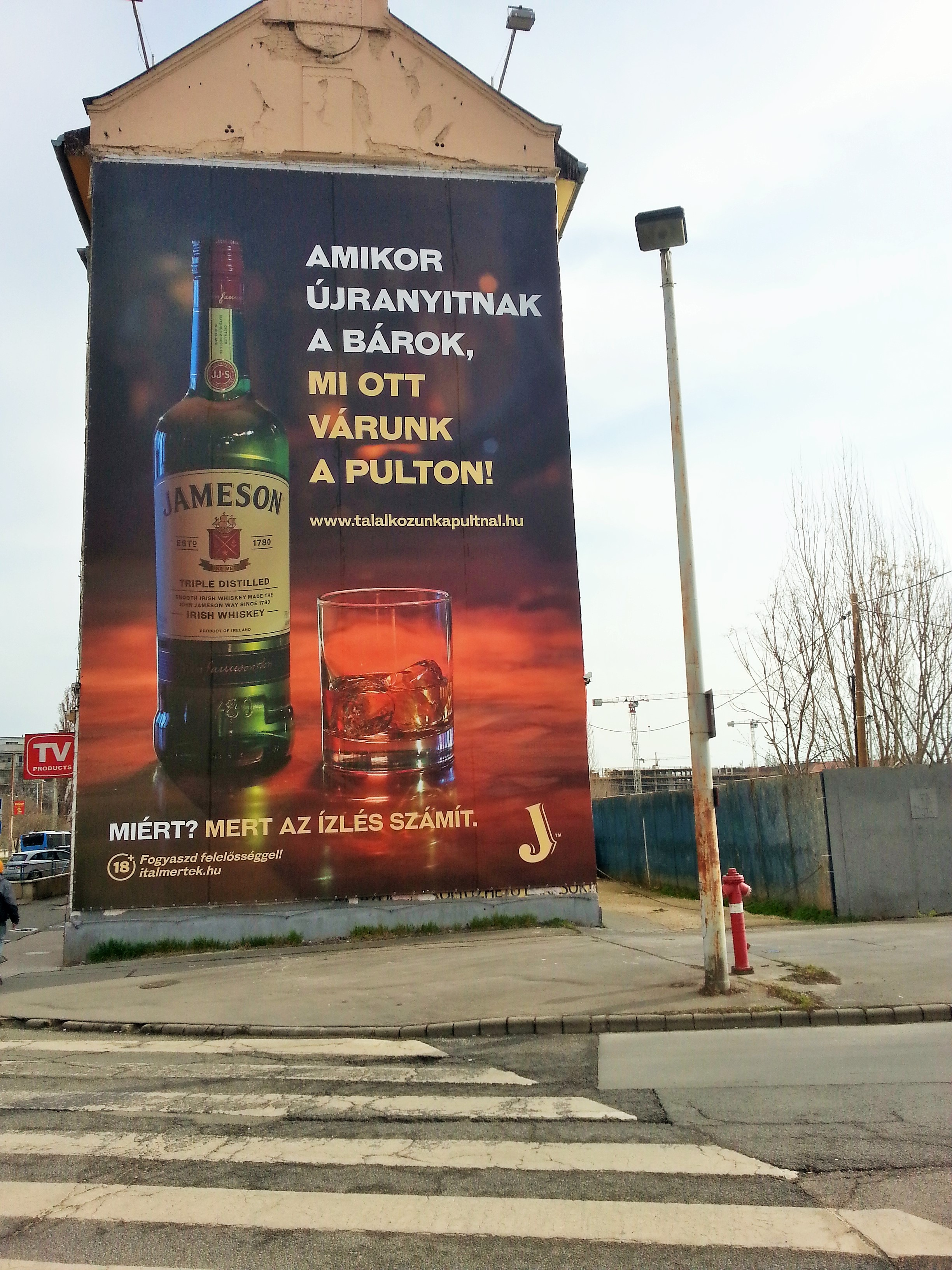
Nagy méretű alkoholreklám a budapesti Lehel téren (2021)

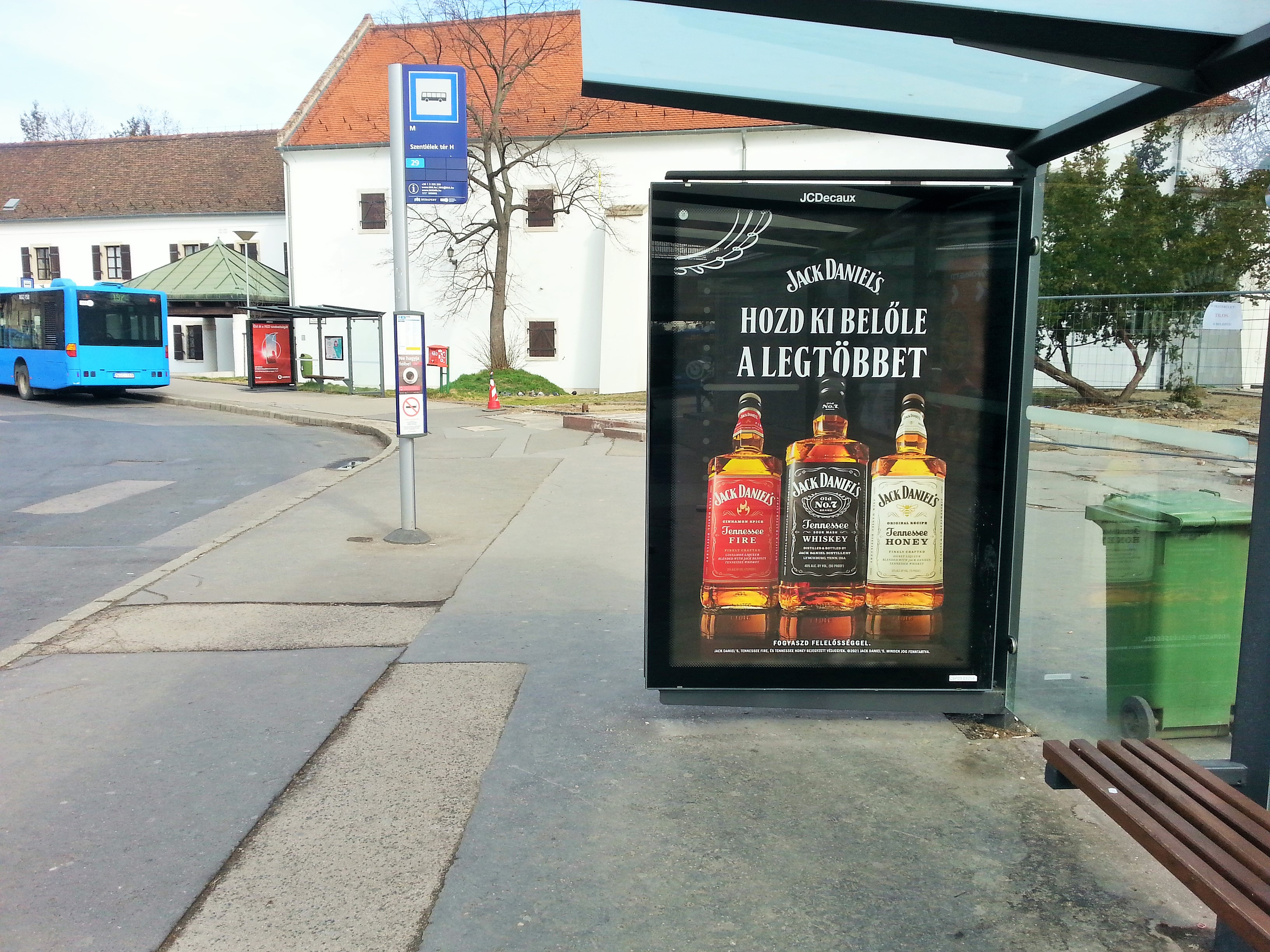
Alkoholreklám a budapesti Szentlélek téri autóbuszmegállóban (2021)

A másik legális droggal, a dohánnyal ellentétben az alkoholtermékek hirdetése sajnos engedélyezett és gyakorolt, melyek tovább növelik az amúgy is nagyon magas alkoholfogyasztást. Az utcai és televíziós hirdetések között nagy számban fordulnak elő alkoholos italok fogyasztását propagáló reklámok. 2005-ben az Európai Bizottság fel is hívta az alkoholgyártókat, hogy kerüljék a fiatalokat célzó alkoholreklámokat.
A Nielsen Közönségmérés Kft. 2014-es kimutatása szerint 2013 és 2014 első félévében az élelmiszerekhez kapcsolódó termékkategóriák közül az édességeket és a tejtermékeket követően a szeszes italok televíziós hirdetései érték el a legtöbb nézőt, 12 százalékos GRP-értékkel rendelkeztek. (A termékosztályok bruttó elérését tekintve a sörreklámok második helyen végeztek a szeletes csokoládék mögött.) A cikk utal rá, hogy:
- 2010-ben 18 médiaszolgáltató összesen 38.355 szeszes ital szpotot mutatott be,
- míg 2014-ben 26 televízió 59.991 alkoholhirdetést adott közre.

Hozzáfűzi, hogy „az egyre szélesedő televíziós kínálat (jelenleg kb. 100 magyar nyelven elérhető csatornáról tudunk) és az ezzel együtt járó, emelkedő szpotszám egyre több potenciális alkalmat teremt arra, hogy a tévénéző az alkoholos italok reklámjaival szembesüljön. Ez a tendencia pedig vélelmezhetően nem segíti az alkoholfogyasztással kapcsolatos, a korábbiakban ismertetett súlyos problémák kezelését.”
A reklámokkal kapcsolatban fiatalok alkoholfogyasztása ellen a következő intézkedések érvények Magyarországon:
- Alkoholtermék reklámját nem lehet közzétenni olyan műsorkörnyezetben vagy médiában, amely elsősorban gyermek-illetve, fiatalkorúaknak szól. Vagyis az olvasottsági vagy nézettségi (várható nézettségi) adatok alapján az olvasók/nézők 70%-a 18 évnél idősebb kell, hogy legyen. Ugyanezen ún. 70/30-as szabály vonatkozik a rendezvények szponzorálására, az azon való megjelenésre.
- Nem lehet közzétenni újságok első borítóján
- Nem lehet közzétenni moziban, színházban 20 óra előtt, illetve 18 év alattiaknak szóló műsor környezetében.
- Nem lehet közzétenni játékon, vagy annak csomagolásán (tehát nem csak gyermekeknek szánt játékon, hanem semmilyen játékon nem lehet alkoholreklám)
- Nem lehet közzétenni közterületi reklámeszközön köznevelési és egészségügyi intézmények 200 méteres környezetében (pl. általános és középiskola, kollégium, gyermekjóléti intézmények, de az egyetemek, főiskolák nem tartoznak a köznevelési intézmények közé), egészségügyi intézmények: orvosi rendelő, mentőszolgálat, vérellátó, rendelőintézet)
- Az alkoholtermékek gyártói/forgalmazói által működtetett honlapok, webes felületek minden esetben felhívják a felületre belépni kívánót az életkora megadására és 18 év alatti személyek számára nem teszik lehetővé a belépést. Nem elég, ha csak jelzi, hogy elmúlt 18 éves, az sem, ha a születési idő megadásánál bármely opciót felajánl, előre megad a honlap tulajdonosa. Szigorúan a honlapra belépni szándékozónak kell kitöltenie az adatait.

Mindezek az intézkedések azonban – mint lentebb látható – nem bizonyultak elegendőnek a fiatalok alkoholfogyasztásának visszaszorítására Magyarországon. Egyes reklámok láthatóan kifejezetten a fiatalabb korosztályokat célozzák meg, mint például: 
- Törley reklám – Egy pohár pezsgőben buboréknyi boldogság vár (2014)
- Soproni reklám – Óvatos Duhaj IPA (2019)
- Soproni reklám – Hétköznapi szuperképességek (2020)
- Soproni reklám – Hétköznapi szuperképességek – Sörözés (2020)
- Borsodi Szitu – A keresztnévpara (2020)

A magyar állam is komoly szerepet vállal az alkoholos italok propagálásában: a pálinka termelése/forgalmazása Magyarországon nemcsak hogy engedélyezett, de a legmagasabb körökből támogatott tevékenységnek tekinthető. A pálinkafőzés 2020-ban a középiskolai kémiai tankönyvekbe is bekerült. Zacher Gábor toxikológus így nyilatkozott erről: „ennyi erővel akár a [nem legális] kábítószerek előállítását is megtaníthatnák a diákoknak, hiszen az is bemutatja a kémiai folyamatokat.” Kiemelte emellett: a tananyag azért is különösen veszélyes, mert a 16 éves fiatalok között a magyar fiúk elsők, a lányok pedig harmadikak Európában az alkoholfogyasztásban.
Nem csoda, ha felmerülnek időről-időre olyan gondolatok is, amelyek az alkoholos italok hirdetésének teljes betiltását célozzák Magyarországon – ahogy más országokban, pl. Nagy-Britanniában, Svájcban, Törökországban, és Oroszországban. Magyarországon azonban a kormányt az alkoholos italokat hirdető reklámok betiltása terén egyelőre nem sikerült jobb belátásra bírni. Az alkoholos italokat hirdető reklámok betiltása továbbra is várat magára.

## Az alkoholizmus hatásai

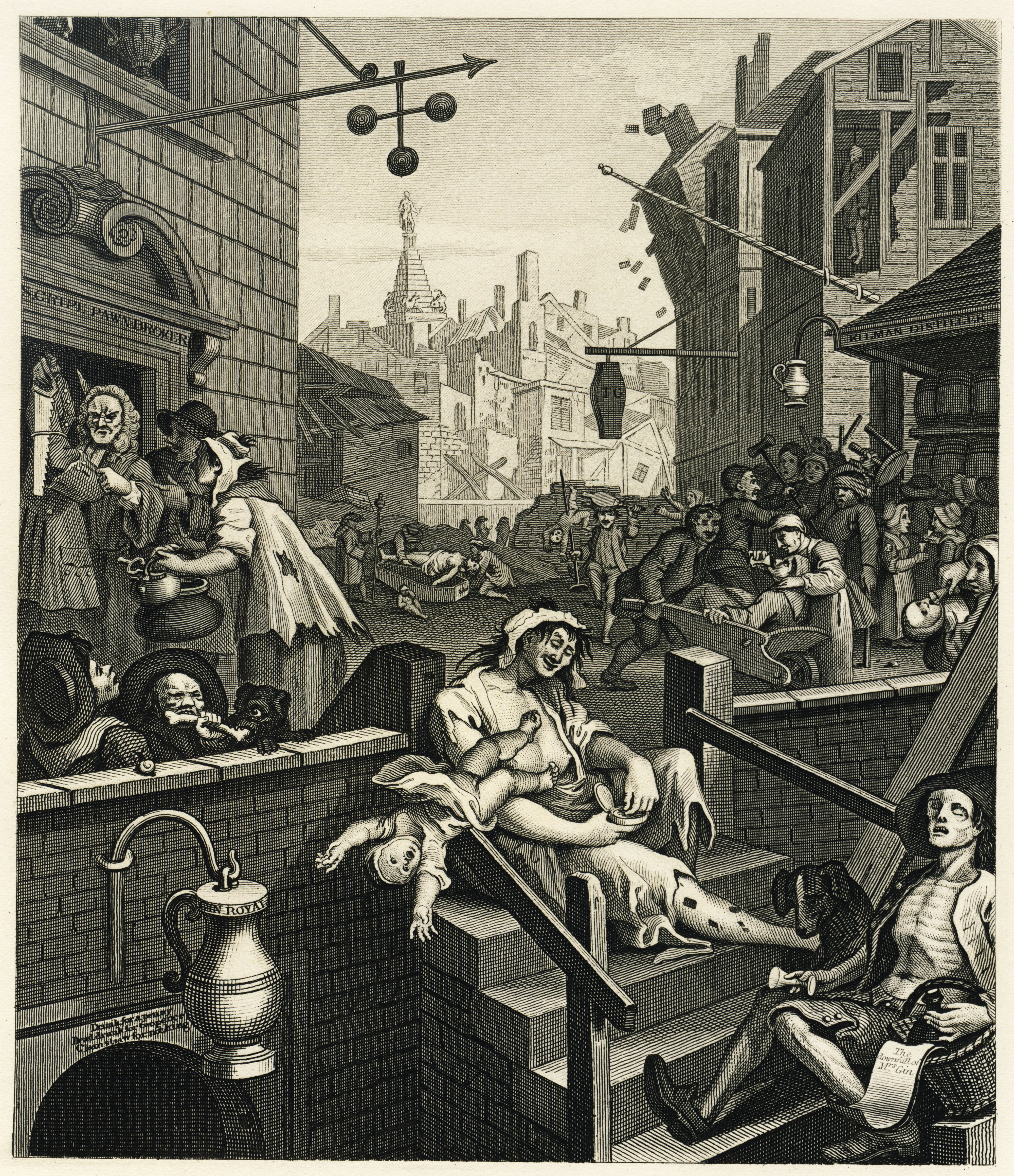
William Hogarth: Gin Lane.
1740 körül a hatszázezer lakosú Londonban tizenhétezer Gin House működött

Az alkoholizmus fő hatása: ráveszi a szenvedőt arra, hogy annyiszor és olyan mennyiségben igyon, ami károsítja a fizikai egészségét. A másodlagos kár, amely ellehetetleníti az ivás kontrollálását, sokféleképpen jelentkezik. Az alkoholizmusnak jelentős társadalmi terhet ró magára az alkoholistára, illetve a családjára és barátaira egyaránt. Az alkoholisták közt nagyon magas az öngyilkosok aránya, különböző kutatások 8–21% közé teszik az öngyilkosságot elkövető alkoholisták arányát. A mentális egészségre is káros az alkoholizmus. Az alkoholisták közt az öngyilkosság elkövetésének veszélyét 5080-szor nagyobbnak találták, mint a teljes lakosság átlaga.
Az alkoholfogyasztás súlyos gazdasági és társadalmi károkat is okoz. Azok a dolgozók ugyanis, akik alkoholos italokat fogyasztottak, kisebb mértékben munkaképesek, és nem tudnak olyan minőségben dolgozni, mint azok, akik nem ittak. Emellett az alkoholbetegek egészségügyi rehabilitációját is az egészségügyi kasszából kell finanszírozni, ami miatt az egészségügy fenntartására nem jut elég pénz. Az alkoholfogyasztás káros hatásait pedig az alkoholfogyasztók családtagjai is elszenvedik, hiszen az alkoholt fogyasztó személyek nagy eséllyel nem tudják eltartani a családjukat, és az alkoholos befolyásoltság alatt elkövetett családon belüli erőszak miatt az alkoholfogyasztók családtagjai kénytelenek erőszakot elszenvedni, és emiatt rettegésben élnek.
Éppen ezért az alkoholistákkal egy családban, vagy közösségben élők életét is jelentősen rombolja az alkoholisták destruktív magatartása. Mivel hazánkban (korábbi adatok alapján) minimum félmillió alkoholista él és a közvetetten érintettek száma milliós nagyságrendre tehető – mára az alkoholizmus a legnagyobb szociális problémává nőtte ki magát. Munkaképtelen, a társadalom által, az adózók pénzéből eltartott, fizikailag is beteg, kórházi kezelésre szoruló, rokkantnyugdíjon és jövedelempótló támogatáson tengődő emberek százezreit termelte ki hazánkban.

### Hatásai a fizikai egészségre
Az alkoholizmustól szenvedők közt gyakori, hogy azután is folytatják az ivást, hogy a fizikai egészségük kezd megromlani. Az alkoholfogyasztással kapcsolatba hozott egészségügyi hatások közé tartozik a májzsugorodás, a hasnyálmirigy-gyulladás, az epilepszia, a polineuropátia, a Korszakov-szindróma, és számos más betegségre hajlamosít: autoagresszív betegségek, ér- és ideggyulladások, rosszindulatú daganatok, hiányos táplálkozás és felszívódási zavarok, gyomorfekély, szexuális zavarok, és ezekből következően több vonatkozásban csökkent életmódbeli és élettartami esélyek.

### Hatásai a mentális egészségre
Az alkohol sokáig tartó fogyasztása széles körű hatással lehet a mentális egészségre. Az alkohol nemcsak a test számára, hanem az agy működésére is mérgező, az agysejtek pusztítása miatt a fogyasztása fiziológiai következményekkel jár. Az alkoholisták körében gyakoriak a pszichiátriai rendellenességek, különösen a szorongásos és depressziós betegségek; az alkoholisták 25%-ánál jelentkeznek súlyos pszichiátriai zavarok. Mindezen pszichiátriai tünetek általában kezdetben súlyosbodnak az elvonás alatt, de az absztinenciával ezek a tünetek általában fokozatosan javulnak, vagy teljesen el is tűnnek.
A hosszútávú fogyasztás következményeként kialakulhat pánikbetegség, amely szintén súlyosbodhat, illetve megjelenhet az alkoholelvonási szindróma részeként. Súlyos tudatzavaros állapot is felléphet a nagymértékű alkoholfogyasztás esetén: a delirium tremens görcsökkel és eszméletvesztéssel is járó súlyos heveny kórkép. A krónikus alkoholfogyasztás okozhatja a pánikbetegség kialakulását, vagy súlyosbíthatja a meglévő pánikbetegséget az agy neurokémiai rendszerének torzításával. Időskorban gyorsítja a demencia és az Alzheimer-kór okozta szellemi leépülést.

### Hatása az emberi szervezetre
| Véralkoholszint ezrelékben | Állapot               | Tulajdonság |
| 5,0 felett                 | Halál                 | Az alkohol ilyen magas szintjét gyakorlatilag nem lehet túlélni. |
| 3,5-5,0                    | Kóma                  | Beáll a teljes eszméletvesztés. A testhőmérséklet kórosan alacsony. A légzés és keringés akár olyan mértékű zavart is szenvedhet, hogy végül a légzés leállása miatt beáll a halál.                                                                    |
| 2,5-4,0                    | Aluszékonyság         | A mozdulatok lomhák lesznek, ami a járásban is megmutatkozik. Reakcióideje nagyon elhúzódik mindenféle külső ingerre. Hányás, vizelettartási nehézségek jelentkeznek, előbb-utóbb a leglehetetlenebb helyen és testhelyzetben is elalszik.             |
| 1,8-3,0                    | Zavarodottság         | A tudatos és tudatalatti összemosódik, szándékai nem egyértelműek. Fejfájás, hányinger, hányás jelentkezik. Térbeli tájékozódása romlik, mozgása bizonytalan, fájdalomingerre érzékenyebben reagál. Artikulációja romlik, levertség jelentkezik.       |
| 0,9-2,5                    | Izgatottság           | A hangulat ingadozó, az alkoholfogyasztó áthág olyan társadalmi normákat, amelyeket józan állapotban nem tenne. Felfogása kissé romlik, rövidtávú emlékezete kihagy, reflexei lassulnak. Érzékelése romlik, egyensúlyérzéke észrevehetően bizonytalan. |
| 0,3-1,2                    | Eufória               | Az illető sokat beszél, hangulata derűs, viccelődik, lazább a megszokottnál. A gátlásos személyek is felszabadultak lesznek. A precíziós mozgások ügyetlenné válnak, alig észrevehető egyensúlyzavarok léphetnek fel.                                  |
| 0,1-0,5                    | Normális tudatállapot | Nincs látható jele az alkoholmérgezésnek. |

Az Ausztrál Egészségügyi és Orvosi Kutatási Tanács (NHMRC) 2019-ben publikált ajánlása alapján csökkentette a még nem veszélyes napi alkoholbeviteli egység mennyiségét 1,4 egységre. Egy egység 350 milliliter sör mennyiségével egyenlő. Egy nap maximum 4 egység, egy héten belül pedig legfeljebb 10 egység alkohol elfogyasztása még nem jelent komolyabb veszélyt az emberi szervezet számára. A tanács álláspontja szerint az efölötti mennyiségek elfogyasztása esetén már megnövekszik a sérülések, megbetegedések, illetve az alkoholfogyasztáshoz kapcsolódó halálesetek kockázata. Az ajánlás alapján a 18 év alattiaknak, a terhes nőknek és a szoptató nőknek egyáltalán nem szabad alkoholt fogyasztaniuk.

### Szociális hatások
Az alkoholizmusból fakadó szociális problémák jelentősek lehetnek. A munkaidő alatti részegség vagy másnaposság a foglalkoztatás elvesztésével járhat, ez anyagi problémákhoz és a lakóhely elvesztéséhez vezethet. A nem megfelelő időben való ivás, és a csökkent ítélőképesség alatti viselkedés jogi következményekkel járhat, mint amilyen az ittas vezetésért vagy a közrend megzavarásáért indított büntetőeljárások, vagy polgári eljárások a magánjogi vétkes cselekményekért.

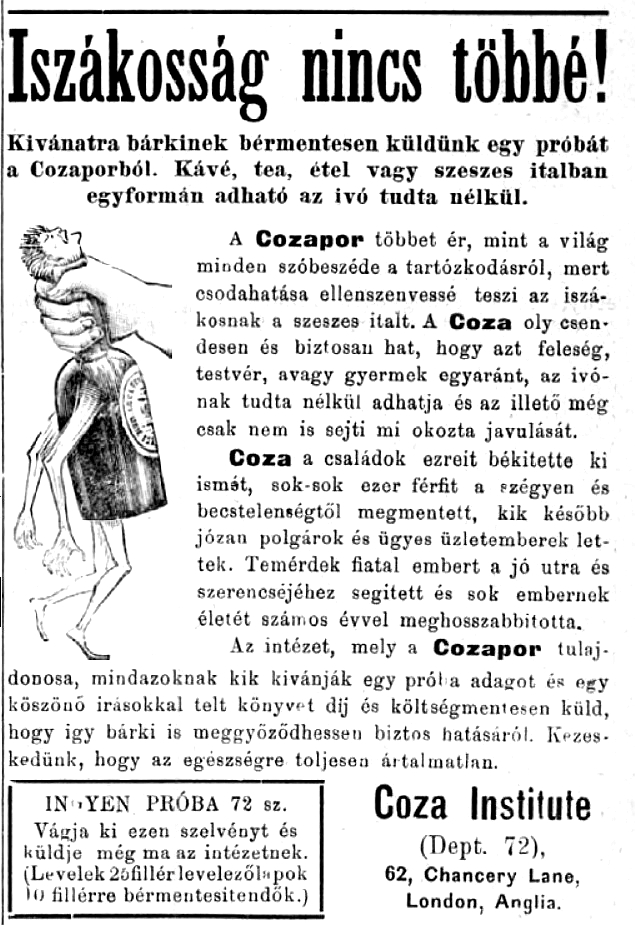
Iszákosság elleni csodaszer reklámja 1905-ből

Az alkoholisták magatartása és a részegség alatti csökkent értelmi képessége alaposan érintheti a környező családot és barátokat, házassági konfliktusokhoz és váláshoz vezethet, illetve hozzájárulhat a családon belüli erőszakhoz. Hosszan tartó kárt okozhat az alkoholisták gyermekeinek érzelmi fejlődésében felnőttkoruk elérése után is. Az alkoholista elveszítheti környezete megbecsülését és tiszteletét, akik a problémát az alkoholista által okozottnak vagy könnyen elkerülhetőnek tarthatják.
Magyarországon a becslések az alkoholisták számát félmillió és nyolcszázezer közöttire teszik. Családtagjaik és az általuk érintett személyek, lakótársak, munkatársak száma több millió.

### Kezelés, terápia
Az alkoholizmusnak fizikális, és mentális hatásai is vannak, ezért a kezelése hosszú távú, több szakma segítségét igénylő feladat. A terápia gyógyszeres segítséggel orvosi felügyelet mellett történik, azonban a visszaesés megelőzésében nagyon fontos a motiváció kialakítása. Ebben segíthet a viselkedésterápia, csoportterápia, valamint az önsegítő csoportok.

## Alkoholelvonás

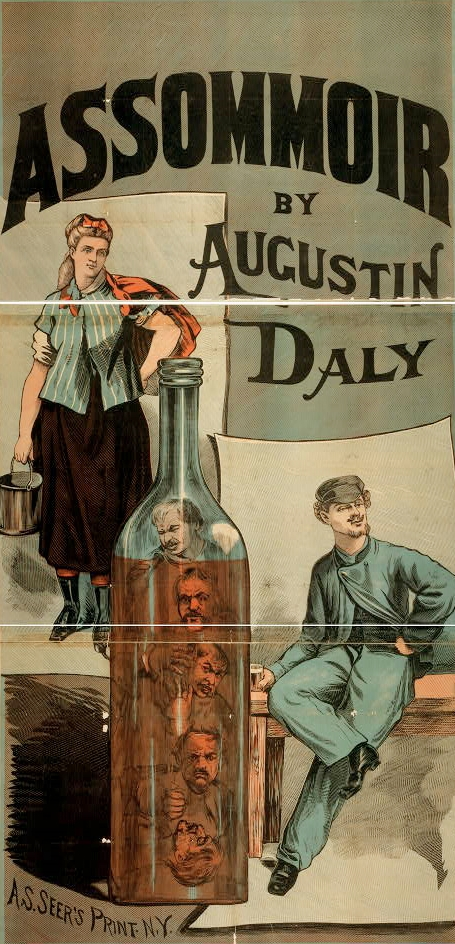
A Patkányfogó egy amerikai színház plakátján 1879-ből

Speciálisan erre felkészült intézetekben vagy pszichiátriai osztályokon, szigorú orvosi felügyelet mellett történhet. Eredményét alapvetően befolyásolja a beteg komoly elhatározása és együttműködése, majd utána a sikeres rehabilitáció. Ezek nélkül a visszaesés kockázata igen nagy. Az alkoholelvonás jelentősen eltér a legtöbb más drogtól, mert közvetlenül halálos is lehet, ellentétben például a különösen kemény drognak tartott herointól. Az alkoholhoz hasonló hatásmechanizmusú drogok, mint a barbiturátok és a benzodiazepin származékok, szintén halállal járó elvonási tüneteket okozhatnak. Ebből a szempontból az alkohol a barbiturátok mellett a legkeményebb drog. Egy alkoholista, még ha nincsenek is komoly egészségügyi problémái, meghalhat az elvonás közvetlen hatásaitól, ha a leszoktatás nincs megfelelően felügyelve. A fizikai elvonási tünetek több hétig is eltarthatnak, de a legnehezebb a 3-4. napon való túljutás, melyet görcsoldó és nyugtató hatású gyógyszerekkel, például a benzodiazepin származékok közé tartozó klonazepámmal és major trankvilláns haloperidollal, hibernállal könnyítenek meg az elvonásban szenvedő alkoholfüggő számára.
Rendszeres és nagymértékű alkoholfogyasztás esetén, az idült alkoholista betegnél olyan mértékben károsodhat a központi idegrendszer, hogy emiatt módosul a sejtek közötti információátadás. A szervezet fokozatosan hozzászokik a nagy mértékű alkoholfogyasztáshoz, amelynek hirtelen leállása komoly fizikai és mentális tünetegyüttes kialakulásához vezethet. Ilyen esetekben előfordulhat, hogy kialakul az úgy nevezett delirium tremens, azaz a halálos alkoholmegvonás tünetegyüttese. A delirium tremens kezelés nélkül a beteg halálához is vezethet. A nem kezelt páciensek 35 százalékának halálát is okozhatja. Ugyanakkor az alkoholmegvonásos szindrómáknak csak mintegy 5 százaléka vezet a halálos alkoholmegvonás tüneteinek együttes kialakulásához.

### Tünetei
Az alkoholelvonás jellegzetes tünetei közé tartozik a remegés, az izzadás, a szapora szívverés és hányinger érzet is.

## Szépirodalmi feldolgozások
Nem egy klasszikus irodalmi mű foglalkozik az alkoholizmus romboló hatásának leírásával. Ezek talán leghíresebbike Émile Zola francia naturalista író A Patkányfogó (1877) című híres alkotása, amely egy alkoholista munkáscsalád totális pusztulásáról szól. A mű magyar nyelven is elérhető.
Egy másik világhírű mű kelet-európai: az orosz Venyegyikt Jerofejev 1970-ben írott, sokáig csak szamizdatban terjedő műve, a hivatalosan felmagasztalt szovjet valóságot sárba rántó Moszkva–Petuski. Az abszurd és humoros elemekben, irodalmi utalásokban bővelkedő, kesernyés társadalmi szatíra (műfaji meghatározása szerint „poéma”) egy tragédiába torkolló delíriumos vonatút ürügyén fejezi ki egy alapvetően értelmes, művelt ember reménytelen viaskodását a politikai rendszerrel, amiből nincs más „kiút”, csakis az alkoholizmus.

## Szeszes italok alkoholtartalma
| Kép                |          |          |         |                            |                           |                            |                                 |                             |             |
| Név                | sörök    | borok    | pezsgők | likőrborok                 | vermutok                  | likőrök                    | borpárlatok (brandyk, konyakok) | pálinkák (gyümölcspárlatok) | whiskyk     |
| Térfogat- százalék | 3–12%    | 9–18%    | 9–13%   | 15–22%                     | 16–18%                    | 15–55%                     | 36–50%                          | 37,5–80%                    | 40–65%      |
| Kép                |          |          |         |                            |                           |                            |                                 |                             |             |
| Név                | vodka    | gin      | tequila | sambuca (olasz likőrfajta) | cachaça (brazil rumfajta) | Cognac (francia borpárlat) | rumok                           | abszint                     | Inländerrum |
| Térfogat- százalék | 37,5–96% | 37,5–60% | 35–55%  | 38–44%                     | 38–80%                    | 40–46%                     | 37,5–80%                        | 45–83%                      | 38–80%      |

## Fordítás
- Ez a szócikk részben vagy egészben az Alcoholism című angol Wikipédia-szócikk ezen változatának fordításán alapul.  Az eredeti cikk szerkesztőit annak laptörténete sorolja fel. Ez a jelzés csupán a megfogalmazás eredetét és a szerzői jogokat jelzi, nem szolgál a cikkben szereplő információk forrásmegjelöléseként.

## Egyéb forrás
- Kárpáti Endreː A magyarországi alkoholizmus elleni küzdelem múltjából, Medicina Könyvkiadó, Budapest, 1979, ISBN 963-240-930-2, 550 p

## Ajánlott irodalom
- Alasuutari, Pertti. Desire and Craving: A Cultural Theory of Alcoholism. Albany, NY: State University of New York Press (1992). ISBN 0791410978

- Beauchamp, Dan E.. Beyond Alcoholism: Alcohol and Public Health Policy. Philadelphia, PA: Temple University Press (1980). ISBN 0877221898
- Berry, Ralph E.. The Economic Cost of Alcohol Abuse. New York: The Free Press (1977)
- Browman, K. E. and J. C. Crabbe.szerk.: Neil J. Smelser and Paul B. Baltes: Alcoholism: Genetic Aspects, International Encyclopedia of the Social & Behavioral Sciences. Amsterdam, The Netherlands; New York, NY: Elsevier, 371-378. o. (2001, 2002). ISBN 0080430767

- szerk.: Buda Béla: Az Alkohológia Új Távlatai (válogatott tanulmányok). Budapest: Alkoholizmus Elleni Bizottság (1992)

- Buris, László. Az Igazságügyi Orvostan Kézikönyve. Budapest: Medicina Könyvkiadó (1991)

- Clark, Walter B. and Michael E. Hilton. Alcohol in America: Drinking Practices and Problems. Albany, NY: State University of New York Press (1991). ISBN 0791406954

- Díaz, Héctor Luis and Thomas D. Watts. Alcohol Abuse and Acculturation among Puerto Ricans in the United States: A Sociological Study. Lewiston, NY: Edwin Mellen Press (2005). ISBN 0773461051

- Fingarette, Herbert. Heavy Drinking: The Myth of Alcoholism as a Disease. Berkeley, CA: University of California Press (1988). ISBN 0520062906

- Galanter, Marc. Alcohol Problems in Adolescents and Young Adults: Epidemiology, Neurobiology, Prevention, Treatment. New York, NY: Kluwer Academic/Plenum (2005). ISBN 0306486253

- Goodwin, Donald W.. Alcoholism, the Facts, 3rd edition, Oxford, UK; New York, NY: Oxford University Press (2000). ISBN 019263061X

- Gusfield, Joseph R.. Contested Meanings: The Construction of Alcohol Problems. Madison, WI: University of Wisconsin Press (1996). ISBN 0299149307

- Hedblom, Jack H.. Last Call: Alcoholism and Recovery. Baltimore, MD: Johns Hopkins University Press (2007). ISBN 9780801886775

- Helzer, John E. and Glorisa J. Canino. Alcoholism in North America, Europe, and Asia. New York, NY: Oxford University Press (1992). ISBN 0195050908

- Holder, Harold D.. Alcohol and the Community: A Systems Approach to Prevention. Cambridge, UK; New York, NY: Cambridge University Press (1998). ISBN 0521591872

- Klingemann, Harald, Jukka-Pekka Takala, and Geoffrey Hunt. Cure, Care, or Control: Alcoholism Treatment in Sixteen Countries. Albany, NY: State University of New York Press (1992). ISBN 0791410595

- Kunitz, Stephen J., Jerrold E. Levy, and Tracy J. Andrews. Drinking Careers: A Twenty-Five-Year Study of Three Navajo Populations. New Haven, CT: Yale University Press (1994). ISBN 0300060009

- Lindstrom, Lars. Managing Alcoholism: Matching Clients to Ttreatments. Oxford, UK; New York, NY: Oxford University Press (1992). ISBN 0192619020

- Mack, Avram H. John E. Franklin, and Richard J. Frances. Concise Guide to Treatment of Alcoholism and Addictions, 2nd edition, Washington, DC: American Psychiatric Pub. (2001). ISBN 0880488034

- Mayes, A..szerk.: Neil J. Smelser and Paul B. Baltes: Korsakoff's Syndrome, International Encyclopedia of the Social & Behavioral Sciences. Amsterdam, The Netherlands; New York, NY: Elsevier, 8162-8166. o. (2001, 2002). ISBN 0080430767

- Milam, Dr. James R. and Ketcham, Katherine Under The Influence: A Guide to the Myths and Realities of Alcoholism. Bantam, 1983, ISBN 0-553-27487-2
- Moos, Rudolf H., John W Finney, and Ruth C Cronkite. Alcoholism Treatment: Context, Process, and Outcome. New York, NY: Oxford University Press (1990). ISBN 0195043626

- Murphy, George E.. Suicide in Alcoholism. New York, NY: Oxford University Press (1992). ISBN 0195071530

- National Institute on Alcohol Abuse and Alcoholism. Etiology and Natural History of Alcoholism Archiválva 2018. december 11-i dátummal a Wayback Machine-ben.
- O'Farrell, Timothy J. and William Fals-Stewart. Behavioral Couples Therapy for Alcoholism and Drug Abuse. New York, NY: Guilford Press (2006). ISBN 1593853246

- O'Reilly, Edmund B.. Sobering Tales: Narratives of Alcoholism and Recovery. Amherst, MA: University of Massachusetts Press (1997). ISBN 1558490647

- Pence, Gregory, "Kant on Whether Alcoholism is a Disease," Ch. 2, The Elements of Bioethics, McGraw-Hill Books, 2007 ISBN 0-07-313277-2.
- Perkinson, Robert R.. Treating Alcoholism: Helping Your Clients find the Road to Recovery. Hoboken, NJ: John Wiley & Sons (2004). ISBN 0471658065

- Plant, Martin A. and Moira Plant. Binge Britain: Alcohol and the National Response. Oxford, UK; New York, NY: Oxford University Press (2006). ISBN 0199299404

- Royce, James E. and Scratchley, David Alcoholism and Other Drug Problems Free Press, March 1996 ISBN 0-684-82314-4 ISBN 978-0-684-82314-0
- Saggers, Sherry and Dennis Gray. Dealing with Alcohol: Indigenous Usage in Australia, New Zealand and Canada. Cambridge, UK; New York, NY: Cambridge University Press (1998). ISBN 0521620325

- Smart, Lesley. Alcohol and Human Health. Oxford, UK: Oxford University Press (2007). ISBN 9780199237357

- Soyka, M..szerk.: Neil J. Smelser and Paul B. Baltes: Alcohol-Related Disorders, International Encyclopedia of the Social & Behavioral Sciences. Amsterdam, The Netherlands; New York, NY: Elsevier, 359-365. o. (2001, 2002). ISBN 0080430767

- Stimmel, Barry. Alcoholism, Drug Addiction, and the Road to Recovery: Life on the Edge. New York: Haworth Medical Press (2002). ISBN 0789005530

- Sutton, Philip M..szerk.: Michael L. Coulter, Stephen M. Krason, Richard S. Myers, and Joseph A. Varacalli: Alcoholism and Drug Abuse, Encyclopedia of Catholic Social Thought, Social Science, and Social Policy. Lanham, MD; Toronto, Canada; Plymouth, UK: Scarecrow Press, 22-24. o. (2007). ISBN 9780810859067

- Thatcher, Richard. Fighting Firewater Fictions: Moving beyond the Disease Model of Alcoholism in First Nations. Toronto, Canada; Buffalo, NY: University of Toronto Press (2004). ISBN 0802089852

- Tracy, Sarah W.. Alcoholism in America: From Reconstruction to Prohibition. Baltimore, MD: Johns Hopkins University Press (2005). ISBN 0801881196

- Valliant, George E., The Natural History of Alcoholism Revisited, Harvard University Press, May 1995 ISBN 0-674-60378-8 ISBN 978-0-674-60378-3
- Warren Thompson, MD, FACP. “Alcoholism.” Emedicine.com, June 6, 2007. Hozzáférés ideje: 2007-09-02.
- Watts, Thomas D. and Roosevelt Wright, Jr.. Alcoholism in Minority Populations. Springfield, IL: Thomas (1989). ISBN 0398055416

- Watts, Thomas D. and Roosevelt Wright, Jr.. Black Alcoholism: Toward a Comprehensive Understanding. Springfield, IL: Thomas (1983). ISBN 039804743X

- Weinberg, Thomas S.. Gay Men, Drinking, and Alcoholism. Carbondale, IL: Southern Illinois University Press (1994). ISBN 0809318571

## Magyar nyelvű szakirodalom
Tekintettel arra, hogy az alkoholizmus az emberiség (és a magyarság) igen régi problémája, a magyar orvosok is nagyszámú szakkönyvet jelentettek meg a témakörben:
Itt csak az újabb irodalomból szerepel egy kisebb válogatás:
- Buda Béla: Alkoholizmus, Kossuth Könyvkiadó, Budapest, 1982, ISBN 963-09-1987-7
- Helmut Harsch: Alkoholizmus – Hogyan segítsenek magukon a szenvedélybetegek, a hozzátartozóik és a barátaik?, Prugg Verlag, Eisenstadt, 1990
- Török Tivadarné: Az alkohológia megújításáért, Országos Alkohológiai Intézet, Budapest, 1994
- Ferenczy László: Az alkoholizmus közös gondja – Erdélyi, kárpátaljai és szlovákiai addiktológusok tanulmányai, beszámolói, Országos Alkohológiai Intézet, Budapest, 1994
- Török Tivadarné: Az alkoholizmus ellen – az Agape jegyében. Szakmaközi konferencia az alkoholizmus tárgyában, Budapest, 1995
- Takách Gáspár: Miért ne igyunk... sokat – Alkoholizmus, Budapest, 1995, ISBN 963-8354-45-3
- James Graham: Az alkoholizmus titkos története, Holistic Kiadó, Budapest, 1996, ISBN 963-8080-15-9
- Bac Jenő: Az alkoholizmus elleni intézkedések társadalmi módszerei, Alkoholizmus Elleni Országos Bizottság, Budapest, é. n.
- Nagy György: Az alkoholfogyasztás és az alkoholizmus közgazdasági és társadalmi problémái, Alkoholizmus Elleni Országos Bizottság, Budapest, é. n.

Jelentős orvosi könyvsorozat a témakörrel kapcsolatban az Alkohológiai Kiskönyvtár, amelynek kötetei a következők:
1. Kardos György: Megelőzés-gyógyítás-rehabilitáció, Medicina Könyvkiadó, Budapest, 1980, ISBN 963-240-896-9
2. Czeizel Endre: A magzati alkoholszindróma – A terhesség alatti szeszesital-fogyasztás ártalmassága, Medicina Könyvkiadó, Budapest, 1981, ISBN 963-240-965-5
3. Bálint István: Az alkoholizmus főbb kérdései, Medicina Könyvkiadó, Budapest, 1981, ISBN 963-240-944-2
4. Nagy György: Alkohol, társadalom, munkahely – Adatok és vélemények, Medicina Könyvkiadó, Budapest, 1982, ISBN 963-240-943-4
5. Buda Béla: Az iszákosok iszákosokat nemzenek? – Az alkoholbetegség és az öröklődés, Medicina Könyvkiadó, Budapest, 1982, ISBN 963-241-072-6
6. Jim Offord – Edward Griffith: Alkoholizmus – Kezelés vagy tanácsadás?, Medicina Könyvkiadó, Budapest, 1984, ISBN 963-241-252-4
7. Bánki M. Csaba: Az alkoholizmus biológiai kutatásának eredményei, Medicina Könyvkiadó, Budapest, 1984, ISBN 963-241-059-9
8. M. Keller – H. M. Trice – J. R. Wahl: Viselkedés? – Betegség? – Társadalmi probléma? (Szemelvények az alkohológia szakirodalmából), Medicina Könyvkiadó, Budapest, 1985, ISBN 963-241-069-6
9. Németh Gyula: Szesz vagy nagykalapács? – Nagyüzemi szociálpolitika az alkoholizmus ellen, Medicina Könyvkiadó, Budapest, 1985, ISBN 963-241-182-X
10. Angerli István: Egészségünkre?, Medicina Könyvkiadó, Budapest, 1986, ISBN 963-241-309-1
11. Alison Burr: Alkoholista a családban, Medicina Könyvkiadó, Budapest, 1987, ISBN 963-241-657-0